# Dracochelidae
Dracochela deprehendor es una especie extinta de pseudoscorpiones. Se encontraba en el Devónico en el Condado de Schoharie en Nueva York. Es el único miembro del género Dracochela y la familia Dracochelidae.